# Crònica de Pere el Cerimoniós
La Crònica de Pere el Cerimoniós és la quarta de Les quatre grans Cròniques dels segles xiii i xiv. Encara que es diferencia en moltes coses de les seves predecessores, s'hi assembla en la mesura que reflecteix fidelment el món del seu temps i no s'ha de confondre amb les Cròniques dels reis d'Aragó e comtes de Barcelona de Pere el Cerimoniós. Aquesta crònica, escrita en forma autobiogràfica, és un seguit de documents de tota mena i de records personals del rei. La figura del Cerimoniós és més a prop dels prínceps renaixentistes que no pas dels cavallers medievals. La intriga, la política sense escrúpols, la sang freda, la crueltat, etc., defineixen la psicologia dels reis, segons es dedueix de la mateixa narració.

## Autor i datació
La crònica fou escrita per ordre del rei Pere el Cerimoniós (el gran reformador de la Cancelleria Reial). Abasta tot el seu regnat i el del seu pare, Alfons el Benigne. La motivació principal que va moure el rei Pere a escriure la crònica fou el desig de justificar la seva política.
La crònica s'ha conservat en dues redaccions:
- La primera redacció fou acabada cap a finals de 1382 o principis de 1383.
- La segona redacció ha estat datada cap a 1385 (hi ha canvis d'ordre menor).

L'anàlisi de la crònica mostra que, deixant de banda l'apèndix, la narració cobreix el període des del 1319 al 1369. No hi ha una data segura anterior al 1375 per a l'acabament de cap de les parts de la crònica. La majoria d'estudiosos, però, coincideixen a dir que segurament Pere devia començar la crònica ell mateix cap a 1349. Posteriorment, hauria comptat amb la col·laboració d'un equip, que treballaria sota un pla marcat pel mateix monarca (es coneix el nom de dos dels principals col·laboradors que van ser triats per treballar en la crònica: Bernat Descoll i Arnau de Torrelles).

## Sinopsi

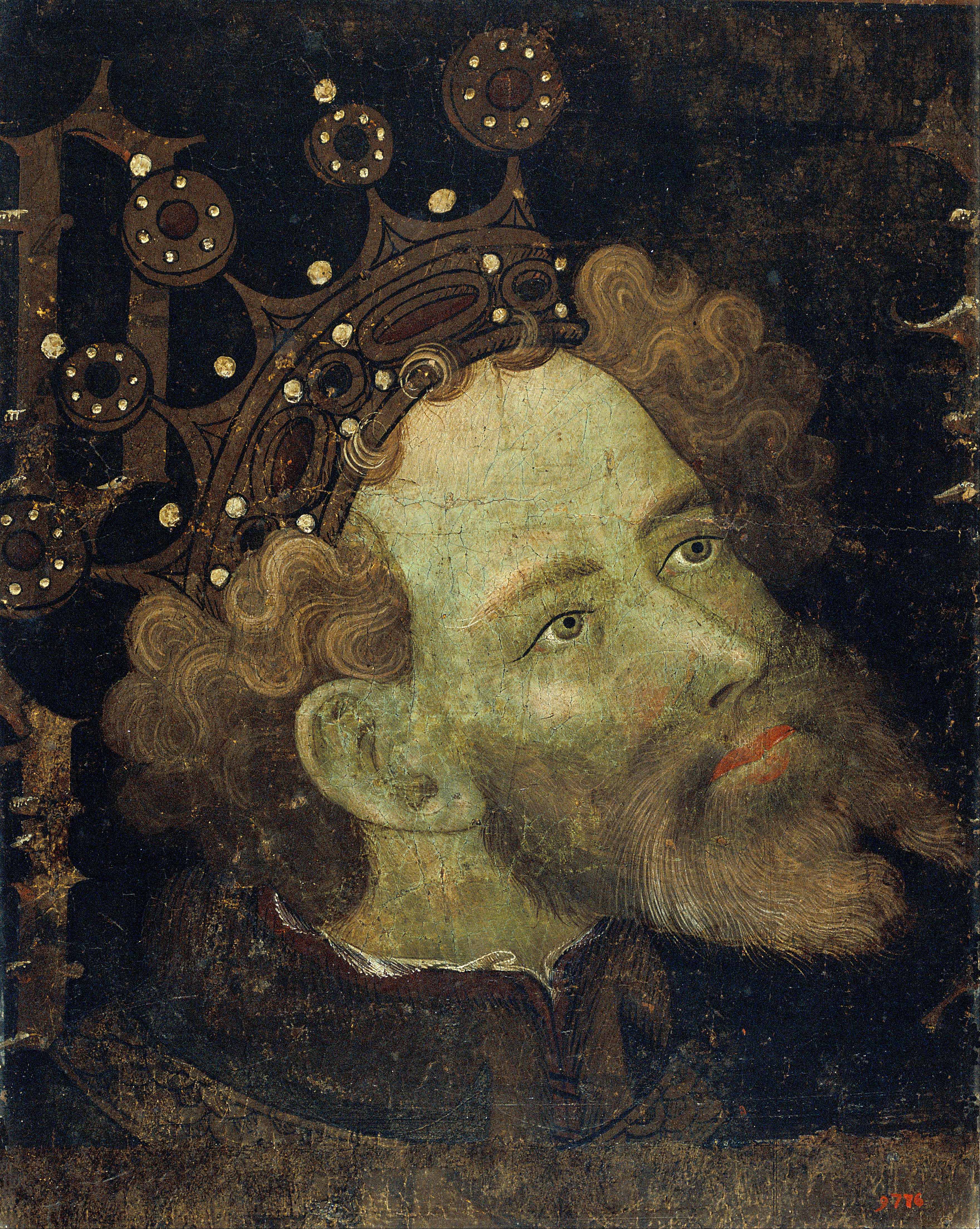
Retrat atribuït a Pere el Cerimoniós obra de Jaume Mateu (1382-1452)

El primer capítol tracta d'uns quants episodis selectes de la vida d'Alfons el Benigne, el pare del Cerimoniós. Encara que es relaten alguns fets anteriors, el capítol comprèn essencialment el període entre 1319 i 1336.
El segon capítol comença amb l'accés de Pere al tron, i descriu les primeres dissensions amb els seus oncles i amb els representants de Catalunya. Els fets que es descriuen van del 1336 al 1340.
El tercer capítol, el més llarg de la Crònica, tracta d'un sol tema: com Pere va confiscar el Regne de Mallorca (les Balears i els comtats continentals del Rosselló i la Cerdanya). Els fets van de 1341 a 1345.
El capítol quart tracta de les Unions formades a Aragó i a València contra Pere. Comença el 1345 i s'acaba el 1351, però comprèn principalment el període crucial de 1347-1348.
El capítol cinquè comença amb les negociacions que ja s'havien esmentat al capítol anterior i amb la decisió de Pere d'aliar-se amb la Sereníssima República de Venècia. Aquest capítol, que és en certs aspectes el menys reeixit de la Crònica, cobreix el període de 1351 a 1355.
El capítol sisè, dedicat als fets de la Guerra dels dos Peres que l'enfrontà amb el rei de Pere I de Castella, representa l'última secció completa de la Crònica. El capítol realment només es dedica a la guerra en el període des del 1356 al 1366.
L'apèndix presenta problemes especials: en conjunt, no sembla que sigui una part autèntica de la crònica. Cobreix, de manera desordenada, una sèrie d'esdeveniments des del 1370 fins al 1385. No obstant això, també hi ha referències a fets posteriors a la mort del Cerimoniós.